# Oorlogsvrijwilliger
Een oorlogsvrijwilliger is een persoon die zich vrijwillig aanmeldt om te dienen in of bij een leger ten tijde van oorlog. Dit kan zowel militairen betreffen die willen strijden voor hun eigen of een ander land, alsook bijvoorbeeld verplegend personeel voor de verzorging van gewonden, al dan niet bij het Rode Kruis.
Tijdens de Duitse bezetting van Nederland in de Tweede Wereldoorlog werden vele zogeheten Engelandvaarders na hun vlucht naar Groot-Brittannië oorlogsvrijwilligers in het Britse leger om te strijden tegen Duitsland en een bijdrage te leveren aan de Bevrijding. Tegelijkertijd waren er ook Nederlandse jongemannen die daarentegen dienst namen in de Wehrmacht of eenheden van de SS.
Na 2014 reisden moslims uit vele landen af naar Syrië en Irak om te strijden voor het kortstondige kalifaat of de zogeheten Islamitische Staat.
In het conflict tussen Rusland en Oekraïne riep de Oekraïense president Zelensky op naar mensen in het buitenland om zich aan te melden voor een nieuw op te richten vreemdelingenlegioen in zijn land, het International Legion of Territorial Defence of Ukraine.  
Hoewel in eerste instantie iedereen die wilde vechten tegen de vijand welkom was, is er een soort van selectie en opleiding om te kunnen voldoen aan de basisvoorwaarden om te kunnen vechten. Sommige vrijwilligers keren teleurgesteld terug naar hun vaderland zonder te hebben deelgenomen aan de gevechtshandelingen.
Oorlogsvrijwilligers kunnen worden gedreven door nationalisme of een andere ideologie, vaderlandsliefde, plichtgevoel of zucht naar avontuur. Anders dan bij huurlingen gaat het hen doorgaans niet om geldelijk gewin of buit.
Terwijl aanmelding als vrijwilliger bij de eigen krijgsmacht wordt geprezen als een nobele daad, kennen vele staten in hun wetgeving strafbepalingen tegen het zonder daartoe verkregen toestemming van de eigen overheid in dienst treden bij die van een vreemde mogendheid. Mogelijke sanctie daarop zijn het ontnemen van de eigen nationaliteit of de ontzetting uit politieke rechten, zoals het Kiesrecht.

## Bekende oorlogsvrijwilligers
- Adolf Hitler - politicus, Oostenrijkse vrijwilliger in het Duitse leger in Frankrijk tijdens de Eerste Wereldoorlog
- Ernest Hemingway - journalist en schrijver, Amerikaanse vrijwilliger in Italië tijdens de Eerste Wereldoorlog
- Brand Blanshard - filosoof, Amerikaanse vrijwilliger bij de YMCA tijdens de Eerste Wereldoorlog
- Florence Nightingale - verpleegkundige, Britse vrijwilligster tijdens de Krimoorlog